# جامع المسدي
جامع المسدي واحد من جوامع المدينة العتيقة بصفاقس.

## موقعه
يوجد مسجد المسدي بالطرف الشمالي لنهج الباي (زقاق المار أو نهج المنجي سليم حاليا) بسوق البلغاجين أمام حمام المسدي (أو حمام بن ناجي قديما).

## تاريخه
اتخذ هذا الجامع العديد من الأسماء على مدى السنوات. فكان يسمى بجامع السوق لانه يقع بسوق البلغاجين. كما أنه لقب بجامع النخلة لأنه كانت توجد نخلة ببهوه. حتى أن بناء حمام المسدي أمامه أعطاه اسم جامع الحمام. إلا أن التسمية الأصلية بجامع المسدي فتعود إلى وجود مؤدب من عائلة المسدي كان يدرس به قبل أن يتم تحويله إلى جامع جمعة سنة 1895. وكان المفتي محمد طريفة المتوفى سنة 1905 أول من قام بإلقاء خطبة صلاة الجمعة وإمامتها به. ثم تولى ابنه المهمة من بعده ثم الحاج محمد القفال ثم الحاج على المصمودي ثم الشيخ محمد المهيري.

## هندسته
في الأصل، كان المعلم يكون من بيت صلاة صغيرة وصحن. إلا أن تحويله إلى جامع جمعة أجبرعلى توسيع بيت الصلاع صلاة من خلال إدماج الصحن. كما أنه ومع هذه الوظيفة الجديدة، بنيت صومعته الحالية.